# 음력 3월 14일
음력 3월 14일은 음력 3월의 14번째 날이다.

## 탄생
- 1898년 - 일제 강점기의 독립운동가 김원봉.
- 1973년 - 대한민국 행정사 박종익
- 1977년 - 대한민국의 축구인 김남일.

## 사망
- 1926년 - 대한제국의 제2대 황제 순종.

## 같이 보기
- 음력 360일: 1월 2월 3월 4월 5월 6월 7월 8월 9월 10월 11월 12월
- 전날:3월 13일 다음날:3월 15일 - 전달:2월 14일 다음달:4월 14일
- 양력:3월 14일
- 음력, 윤달